# Achias hyweli
Achias hyweli är en tvåvingeart som beskrevs av Mcalpine 1994. Achias hyweli ingår i släktet Achias och familjen bredmunsflugor. Inga underarter finns listade i Catalogue of Life.